# Robert Demangel
Robert Demangel (geboren am 24. Februar 1891 in Besançon; gestorben am 18. Juni 1952 in Montpellier) war ein französischer Klassischer Archäologe. 

## Leben
Robert Demangel studierte an der Universität von Paris, an der er 1914 mit der Agrégation in Geisteswissenschaft (lettres) abschloss. Im Anschluss war er Soldat im Ersten Weltkrieg, wurde verwundet und mit der Mitgliedschaft in der Ehrenlegion ausgezeichnet. Im Jahr 1919 wurde er Mitglied der École française d’Athènes. Er nahm an den Ausgrabungen von Delos und Delphi teil und entwickelte unter dem damaligen Direktor der École, Charles Picard, ein weit gespanntes Interesse an griechischer Architektur, das auch Fundorte in Kleinasien und Thrakien umfasste.
In Delphi war er im Speziellen an der Untersuchung des Athenaheiligtums in der Marmaria beteiligt, zu dessen Publikation er zwei Bände beitrug. Von Charles Picard wurde er beauftragt, die Troas zu untersuchen, wo er sich vor allem mit dem sogenannten Tumulus des Protesilaos beschäftigte, der sich auf der thrakischen Seite des Hellespont in Elaious befindet. In Kleinasien grub er in Teos und in Notion aus, wo er das Athenaheiligtum freilegte.
Von 1921 bis 1923 untersuchte er in Konstantinopel das Gelände des Mangana-Palastes und den Vorort Hebdomon. Im Jahr 1924 übernahm er das Generalsekretariat der École française in Athen, das er bis 1927 führte. Zudem war er Berater des französischen Besatzungskorps in Konstantinopel. Robert Demangel kehrte 1928 nach Frankreich zurück, einem Ruf der Universität Montpellier folgend, an der er als Maître de conférences Professor an der geisteswissenschaftlichen Fakultät wurde. Mit einer Arbeit über den ionischen Fries wurde er 1933 in Paris promoviert.
Zwischen den Weltkriegen heiratete er Simone-Thérèse Gillet (1903–1995), Tochter des Kunst- und Literaturhistorikers Louis Gillet und Schwester von Guillaume Gillet, die eine wichtige Person der französischen Résistance während der deutschen Besetzung Frankreichs im Zweiten Weltkrieg war. Im Jahr 1936 wurde Robert Demangel Direktor der École française d’Athènes und entwickelte eine rege Tätigkeit. So wurden drei Säulen der Tholos in Delphi aufgerichtet, die Anastilosis der Fassade des Apollontempels in Delphi in Angriff genommen und die Heilige Straße freigelegt. Des Weiteren wurden die Ausgrabungen in Delos, auf Thasos, im kretischen Malia und im arkadischen Gortys vorangetrieben. 
Als das Deutsche Reich Griechenland besetzte, blieb Robert Demangel, der seine Familie mit dem letzten Orient-Express außer Landes bringen ließ, in Athen, wo er zum Bevollmächtigten des Ministers und Delegierten des Internationalen Roten Kreuzes ernannt wurde. Während der Besetzung beherbergte und versteckte er französische und belgische Intellektuelle in der École française. Im Jahr 1950 trat er aus gesundheitlichen Gründen von der Leitung der École française d’Athènes zurück. Er verbrachte die letzten Jahre in Montpellier, konnte sich aber nur phasenweise der alten Lehrtätigkeit widmen.

## Ehrungen
In seiner Heimatstadt Besançon wurde 1959 eine Straße nach Demangel benannt.

## Publikationen (Auswahl)
- Le sanctuaire d’Athéna Pronaia (= Fouilles de Delphes. Band 2). Zwei Bände Boccard, Paris 1923–1926.
- Fouilles du corps d’occupation français de Constantinople exécutées de 1920 à 1923. Boccard, Paris 1926.
- Le tumulus dit de Protésilas (= Recherches françaises en Turquie. Band 1). Boccard, Paris 1926.
- La Frise ionique (= Bibliothèque des Écoles françaises d’Athènes et de Rome. Band 136). Boccard, Paris 1932.
- Le Quartier des Manganes et la première région de Constantinople (= Recherches françaises en Turquie. Band 2). Boccard, Paris 1939.
- Contribution à la topographie de l’Hebdomon (= Recherches françaises en Turquie. Band 3). Boccard, Paris 1945.